# Notre-Dame-de-Nazareth (Valréas)

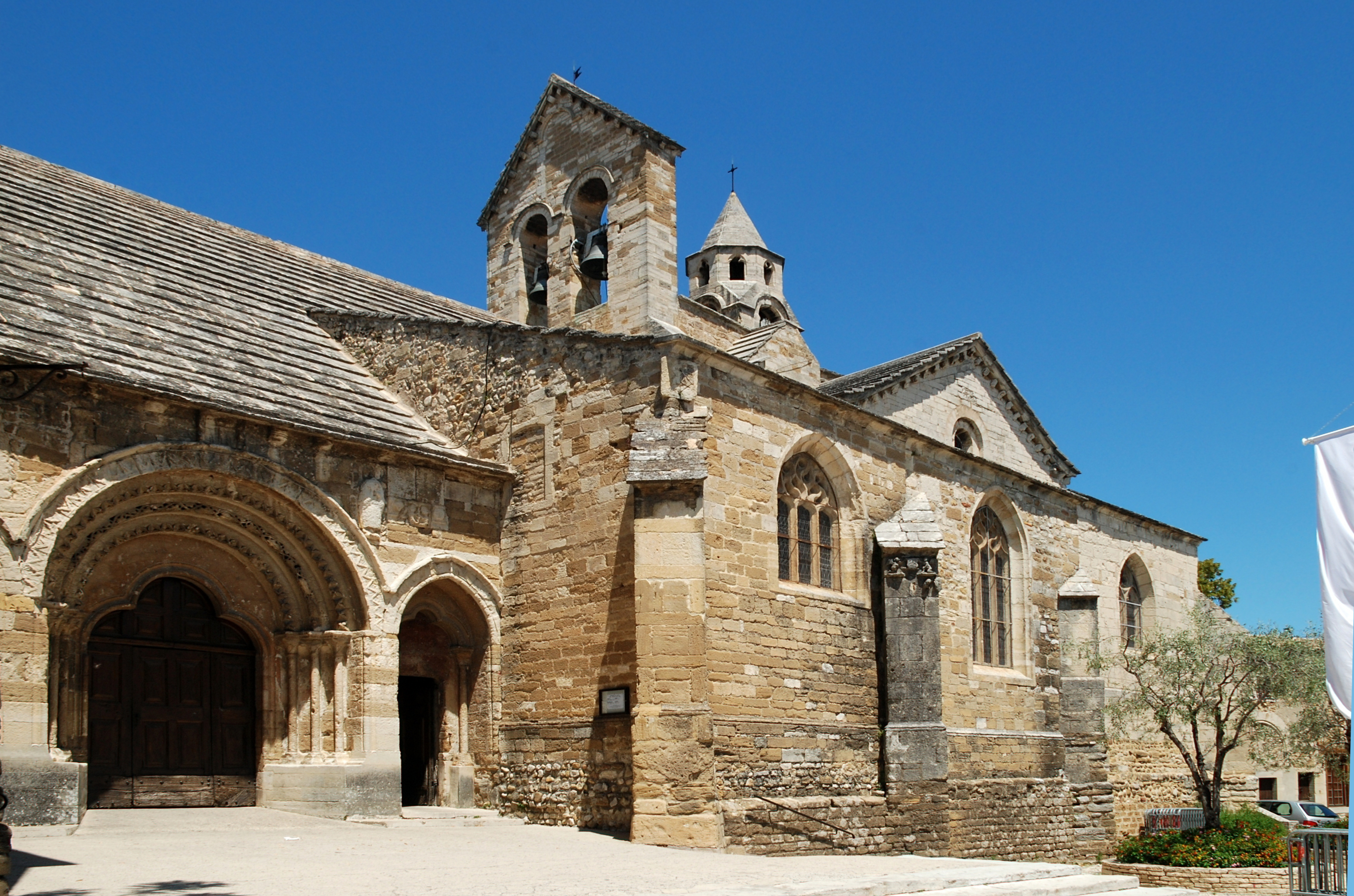
Notre-Dame-de-Nazareth in Valréas

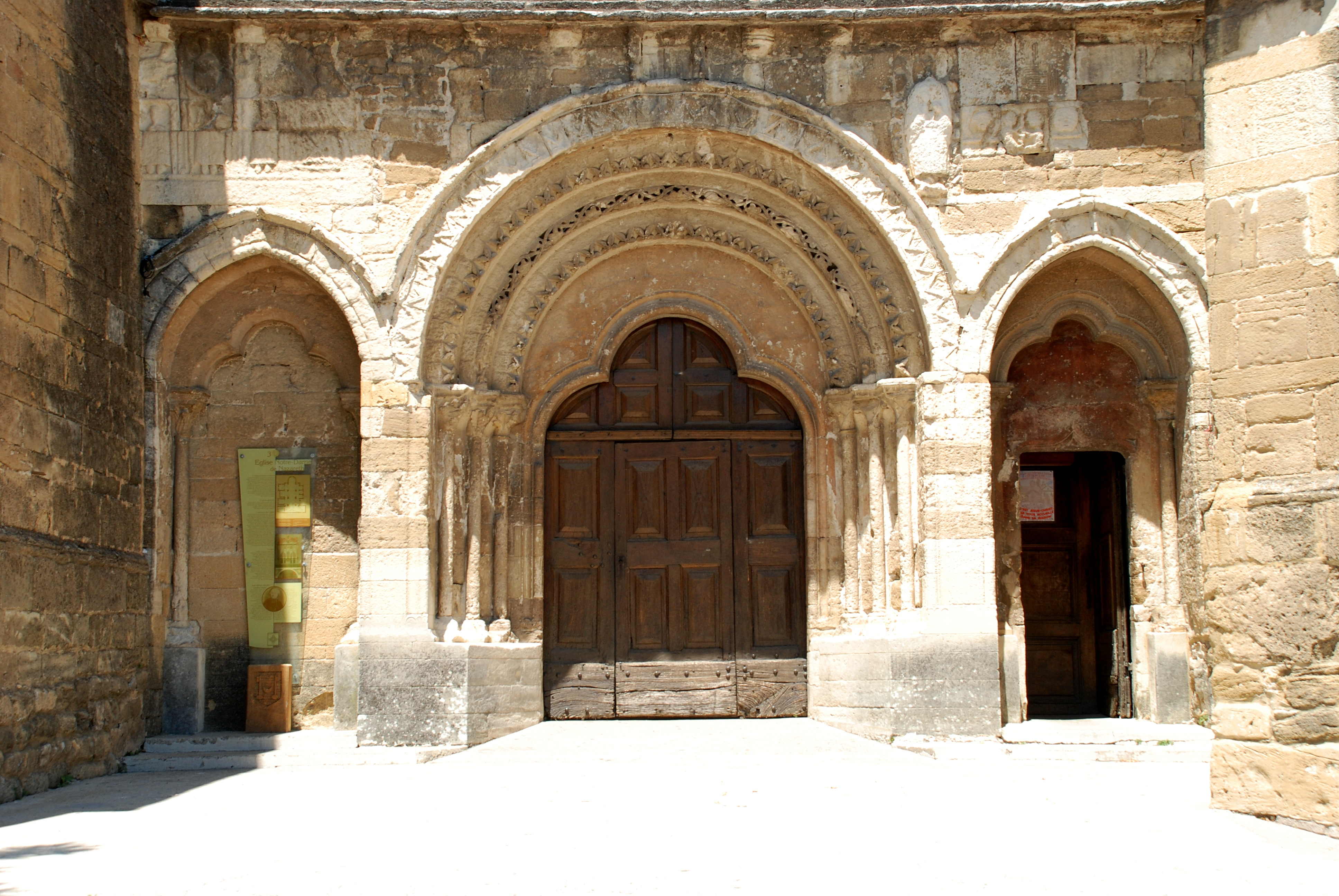
Portal

Die katholische Kirche Notre-Dame-de-Nazareth in Valréas, einer französischen Gemeinde im Département Vaucluse in der Region Provence-Alpes-Côte d’Azur, wurde im 12. Jahrhundert errichtet. Die Kirche ist seit 1862 ein geschütztes Baudenkmal (Monument historique).

## Architektur
Die Kirche Notre-Dame befindet sich im alten Ortskern und besteht aus einem zweijochigen Langhaus und einem Querhaus. Der Anbau der Seitenschiffe erfolgte noch im 12. Jahrhundert und das Langhaus wurde im 15. Jahrhundert um ein Joch nach Westen verlängert. Im Laufe der Zeit kamen mehrere Seitenkapellen hinzu.

### Südportal
Das dreiteilige Südportal entstand im 13. Jahrhundert. Bei den Seiteneingängen wurden Reste eines älteren Tympanon verwendet. Die Flachreliefs zeigen Figuren und Rankenwerk.

## Orgel
Die Orgel geht in Teilen zurück auf ein Instrument, das im Jahre 1667 von dem Orgelbauer Nicolas Béraud (Valréas) erbaut wurde. Erhalten ist davon maßgeblich das Orgelgehäuse. 1723–1724 wurde das Instrument auf eine neu errichtete Orgelbühne auf der Westempore versetzt. Im 19. Jahrhundert wurde ein zweites Manualwerk (Positif) hinzugefügt. Das Schleifladen-Instrument hat 25 Register auf zwei Manualwerken und Pedal. Die Spiel- und Registertrakturen sind mechanisch.
| I Grand Orgue C–f3 |        |
| Montre             | 8′     |
| Bourdon            | 8′     |
| Prestant           | 4′     |
| Flûte              | 4′     |
| Nazard             | 2 ⁄3′  |
| Doublette          | 2′     |
| Tierce             | 1 3⁄5′ |
| Cornet V           |        |
| Fourniture V       |        |
| Trompette          | 8′     |
| Voix humaine       | 8′     |
| Clairon            | 4′     |

| II Positif expressif C–f3 |    |
| Salicional                | 8′ |
| Bourdon                   | 8′ |
| Montre                    | 4′ |
| Flûte à cheminée          | 4′ |
| Flageolet                 | 2′ |
| Sesquialtera II           |    |
| Cymbale III               |    |
| Cromorne                  | 8′ |

| Pédale C–f1 |     |
| Soubasse    | 16′ |
| Flûte       | 8′  |
| Flûte       | 4′  |
| Trompette   | 8′  |
| Clairon     | 4′  |

- Koppeln: II/I, I/P, II/P